# Martres-de-Rivière
Martres-de-Rivière is een gemeente in het Franse departement Haute-Garonne (regio Occitanie) en telt 307 inwoners (1999). De plaats maakt deel uit van het arrondissement Saint-Gaudens.

## Geografie
De oppervlakte van Martres-de-Rivière bedraagt 3,6 km², de bevolkingsdichtheid is 85,3 inwoners per km².
De onderstaande kaart toont de ligging van Martres-de-Rivière met de belangrijkste infrastructuur en aangrenzende gemeenten.

## Demografie
De figuur toont het verloop van het inwonertal (bron: INSEE-tellingen).